# Kategorisk teori
Inom modellteorin sägs en teori vara kategorisk om den upp till isomorfi har en unik modell. En teori sägs vara kategorisk i en viss kardinalitet om den upp till isomorfi har en unik modell i denna kardinalitet.

## Kategoricitet för första ordningens teorier
En första ordningens teori som saknar ändliga modeller och är kategorisk i någon kardinalitet större än kardinaliteten för teorin är en fullständig teori. Detta ger en metod för att visa att en teori är fullständig, kallad Vaughts test.
Enligt Skolem-Löwenheims sats har varje uppräknelig teori som har en oändlig modell modeller i alla kardinaliteter. En sådan första ordningens teori kan därför inte vara kategorisk. Däremot kan den vara kategorisk i en eller flera kardinaliteter. Givet en teori T, kallas mängden av de kardinaliteter i vilka T är kategorisk för kategoricitetsspektrumet för T. Varje uppräknelig fullständig första ordningens teori faller inom en av följande klasser:
1. T har en unik ändlig modell och inga andra modeller
2. T har en unik uppräknelig modell men flera modeller i alla andra oändliga kardinaliteter. T sägs då vara uppräkneligt kategorisk (men inte totalt kategorisk)
3. T har flera uppräkneliga modeller men en unik modell i varje överuppräknelig kardinalitet. T sägs då vara överuppräkneligt kategorisk.
4. T har en unik modell i varje oändlig kardinalitet. T sägs då vara totalt kategorisk.

Att inga andra möjligheter finns följer av Morleys sats som säger att en uppräknelig teori som är kategorisk i någon överuppräknelig kardinalitet är kategorisk i alla överuppräkneliga kardinaliteter. 

## Exempel
1. Teorin för en ändlig modell är kategorisk i modellens kardinalitet.
2. Teorin för täta linjära ordningar utan ändpunkter är uppräkneligt kategorisk men inte totalt kategorisk.
3. Teorin för algebraiskt slutna kroppar är överuppräkneligt kategorisk men inte uppräkneligt kategorisk.
4. Teorin för en mängd är totalt kategorisk.